# 辩天岛 (北海道松前町)
辩天岛（日语：〔〕／ Bentenjima */?）是一位于日本北海道松前郡松前町松前渔港旁的小島。

## 概要
位於松前渔港向南海上约100米的位置，是一个周长为1公里的无人岛，現可沿著漁港防波堤上道路直接抵達島上。这里栖息着名为海猫的海鸟。在岛内还有建于明治22年（1889年）9月1日的航路标识的松前灯台。 

## 地點
- 郵編：049-1502
- 地址：北海道松前郡松前町辩天